# Чемпионат Европы по академической гребле 1967
Чемпионат Европы по академической гребле 1967 года проводился на реке Алье в городе Виши (Франция). Сначала с 1 по 3 сентября 40 женских экипажей из 14 стран разыграли 5 комплектов наград. Через неделю с 7 по 10 сентября 113 мужских экипажей из 25 стран выявили сильнейших в 7 дисциплинах. Турнир носил статус открытого, кроме представителей европейских стран в нём участвовали гребцы из США, Австралии и Новой Зеландии.

## Медалисты

### Женщины
| Дисциплина | Золото | Золото  | Серебро | Серебро | Бронза | Бронза  |
| ---------- | --- | ------- | --- | ------- | --- | ------- |
| W1x        | ГДР · Анита Кульке | 3:57,67 | Чехословакия · Алена Квасилова | 3:59,54 | СССР · Геновайте Шидагите | 4:01,36 |
| W2x        | СССР · Татьяна Гомолко · Дайна Швейц | 3:31,65 | ГДР · Моника Зоммер · Урсула Панкратц | 3:36,51 | Нидерланды · Хенни ван дер Вен · Виллемейн Вахт | 3:37,79 |
| W4x+       | СССР · София Груцова · Александра Бочарова · Галина Константинова · Татьяна Маркво · Наталья Захарова (р)                                                                            | 3:22,69 | Венгрия · Агнеш Шаламон · Каталин Давид · Жужа Саппанош · Мария Фекете · Маргит Коморник (р)                                                            | 3:25,58 | Болгария · Миглена Тошева · Верка Алексиева · Екатерина Костова · Стойка Генова · Ганка Христова (р)                                                             | 3:25,60 |
| W4+        | ГДР · Хельга Шмидт · Ренате Шлензиг · Барбара Кох · Барбара Беренд · Ульрике Шкрбек (р)                                                                                              | 3:39,61 | СССР · Мария Ковалёва · Мария Хапкова · Нина Быстрова · Нина Буракова · Ольга Благовещенская (р)                                                        | 3:41,18 | Румыния · Ана Тамаш · Флорика Гюзеля · Луминица Голгоциу · Теодора Унтару · Штефания Борисов (р)                                                                 | 3:42,26 |
| W8+        | СССР · Алла Переворухова · Ирена Бачюлите · София Коркутите · Леокадия Семашко · Клавдия Коженкова · Алдона Чюкшите · Геновайте Галините · Рита Тамашаускайте · Юрате Нарвидайте (р) | 3:13,20 | ГДР · Инге Мундт · Ханна Миттер · Ренате Вебер · Гитта Кубик · Ренате Бёслер · Роземари Шмидтке · Ингеборг Дизинг · Ренате Зайфарт · Ульрике Шкрбек (р) | 3:14,88 | Румыния · Вьорика Молдован · Эмилия Ригард · Стана Тудор · Дойна Бэлаша · Ана Тамаш · Флорика Гюзеля · Теодора Унтару · Луминица Голгоциу · Штефания Борисов (р) | 3.21,33 |

### Мужчины
| Дисциплина | Золото | Золото  | Серебро | Серебро | Бронза | Бронза  |
| ---------- | --- | ------- | --- | ------- | --- | ------- |
| M1x        | ГДР · Ахим Хилль | 7:59,88 | СССР · Вячеслав Иванов | 8:02,84 | Нидерланды · Хенри Винесе | 8:07,82 |
| M2x        | Швейцария · Мельхиор Бюргин · Мартин Штудах                                                                                            | 6:47,85 | Болгария · Йордан Вылчев · Атанас Желев | 6:49,95 | Чехословакия · Ярослав Геллебранд · Петр Кратки | 6:50,22 |
| M2-        | США · Ларри Хаф · Тони Джонсон | 7:45,98 | ГДР · Петер Горны · Гюнтер Бергау | 7:56,54 | ФРГ Удо Брехт Ханс-Йохан Фербер | 7:59,77 |
| M2+        | Италия · Примо Баран · Ренцо Самбо · Бруно Чиполла (р)                                                                                 | 8:07,01 | ГДР · Ханс-Юрген Фридрих · Вернер Риман · Манфред Возняк (р)                                                                                        | 8:12,32 | Чехословакия · Иван Милушка · Карел Колеса · Милан Кухарик (р) | 8:12,81 |
| M4-        | ГДР · Франк Форбергер · Франк Рюле · Дитер Гран · Дитер Шуберт                                                                         | 6:47,50 | Венгрия · Ласло Лучански · Йожеф Чермей · Дьёрдь Шарлош · Чаба Цако                                                                                 | 6:53,24 | США · Ли Демарест · Роберт Брайтон · Ларри Глюкман · Хью Фоли | 6:55,11 |
| M4+        | СССР · Зигмас Юкна · Антанас Багдонавичюс · Владимир Стерлик · Йозас Ягелавичюс · Юрий Лоренцсон (р)                                   | 7:07,67 | ГДР · Йохен Мицнер · Карл-Хайнц Шнайдер · Гюнтер Рок · Рольф Циммерман · Йоханнес Нат (р)                                                           | 7:10,51 | Румыния · Рейнхольд Бацки · Петре Чапура · Эманоил Стратан · Штефан Тудор · Ладислау Ловренски (р)                                                                              | 7:10,74 |
| M8+        | ФРГ Хорст Майер Дирк Шрайер Рюдигер Хеннинг Ульрих Лун Вольфганг Хоттенротт Эгберт Хиршфельдер Йорг Зиберт Роланд Бёзе Гюнтер Тирш (р) | 6:04,89 | США · Иэн Гардинер · Кертис Каннинг · Энди Ларкин · Скотт Стикети · Франклин Хоббс · Жак Фихтер · Клив Ливингстон · Дэвид Хиггинс · Пол Хоффман (р) | 6:06,46 | СССР · Юрий Ходоров · Виктор Суслин · Аполинарас Григас · Александр Мартышкин · Владимир Ильинский · Владимир Рикконен · Михаил Махонов · Николай Суматохин · Виктор Михеев (р) | 6:06,49 |

## Командный зачёт
| Место | Страна       | Золото | Серебро | Бронза | Всего |
| ----- | ------------ | ------ | ------- | ------ | ----- |
| 1     | ГДР          | 4      | 5       | 0      | 9     |
| 2     | СССР         | 4      | 2       | 2      | 8     |
| 3     | США          | 1      | 1       | 1      | 3     |
| 4     | ФРГ          | 1      | 0       | 1      | 2     |
| 5     | Италия       | 1      | 0       | 0      | 1     |
| 5     | Швейцария    | 1      | 0       | 0      | 1     |
| 7     | Венгрия      | 0      | 2       | 0      | 2     |
| 8     | Чехословакия | 0      | 1       | 2      | 3     |
| 9     | Болгария     | 0      | 1       | 1      | 2     |
| 10    | Румыния      | 0      | 0       | 3      | 3     |
| 11    | Нидерланды   | 0      | 0       | 2      | 2     |
| Всего | Всего        | 12     | 12      | 12     | 36    |